# Nuneaton
Nuneaton je největší město v anglickém hrabství Warwickshire. Žije zde 70 721 obyvatel (2001).
V minulosti se zde těžila břidlice. Výsledkem této těžby je v Mt. Jud, veliká hora tvořená odpadem z lomu Judkin's. Mezi významné budovy patří Arbury Hall, sídlo aristokratické rodiny Nugentů.
Nuneaton leží na jedné z nejvytíženějších britských tratí West Coast Main Line.

## Osobnosti města
- George Eliot (1819 – 1880), spisovatelka
- Ken Loach (* 1936), filmový režisér a scenárista

## Partnerská města
- Guadalajara, Španělsko
- Chotěbuz, Německo
- Roanne, Francie